# پیپت صخره‌ای آفریقایی

پیپت صخره‌ای آفریقایی یا پی‌پت شانه‌زرد (نام علمی: Anthus crenatus) نام یک گونه از سرده پیپت‌ها است.